# إدارة بريمو دي ريفيرا العسكرية

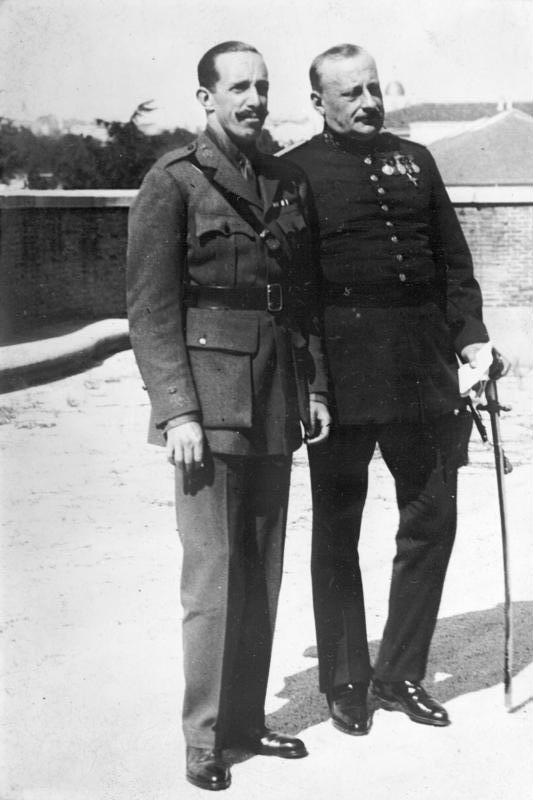
الملك ألفونسو الثالث عشر مع الجنرال ميغيل بريمو دي ريفيرا بعد تعيينه رئيسًا للحكومة ورئيسًا للمجلس العسكري.

شكلت الإدارة العسكرية لبريمو دي ريفيرا (بالإسبانية: Directorio militar de Primo de Rivera)‏ المرحلة الأولى من ديكتاتورية بريمو دي ريفيرا التي أنشئت في إسبانيا خلال عهد ألفونسو الثالث عشر بعد نجاح انقلابه في 13-15 سبتمبر 1923. واسم الإدارة العسكرية الذي أُعطي لمؤسسة اكتملت حصريا من جنرات فقط (ثمانية جنرالات وأدميرال بحرية). ورأس المجلس العسكري الجنرال ميغيل بريمو دي ريفيرا ومهمته النصح للرئيس بمهام الحكومة وفي إصدار المراسيم التي لها قوة القانون - وقد اغلق الكورتيس المنتخب في أبريل 1923-. وفي ديسمبر 1925 استبدل المجلس العسكري بحكومة كان فيها عسكريون ومدنيون يرأسهم بريمو دي ريفيرا والذي عُرِف باسم الإدارة المدنية، والذي شكل المرحلة الثانية والأخيرة من حكم ديكتاتورية بريمو التي انتهت في يناير 1930.
نظام الإدارة العسكرية مثله مثل الأنظمة العسكرية الأخرى التي ظهرت في شرق وجنوب أوروبا في فترة ما بين الحربين، ولكنه اختلف عن الفاشية - التي أنشئت في إيطاليا بعد الزحف على روما في أكتوبر 1922 - حيث كان هو نظام الحزب الواحد ولكن محمي من السلطة حيث بقيت أجهزة الدولة تحت سيطرة الطبقات الحاكمة القديمة التي سمحت بتغييرات محدودة فقط. ومع ذلك ووفقا للمؤرخ إدواردو غونزاليس كاليخا: أبقت الديكتاتورية البدائية أيضا على بعض أوجه التشابه مع الفاشية مثل الهيمنة.
حصدت الدكتاتورية في المرحلة الأولى نجاحين كبيرين: حل المشكلة المغربية (بما في ذلك قضية المسؤوليات التي تم تجميدها) واستعادة النظام العام في كاتالونيا (وتلك القضيتان غرقت فيهما السياسة القديمة نظام تداول السلطة). وساعدت تلك المشكلتان في استمرارية «الديكتاتورية مع الملك» كما وصفها المؤرخ سانتوس جوليا مع تأسيس نظام سياسي استبدادي جديد، نظام «حزب واحد» وهو الاتحاد الوطني بنفس نسق الفاشية الإيطالية.

## نشأة الإدارة العسكرية

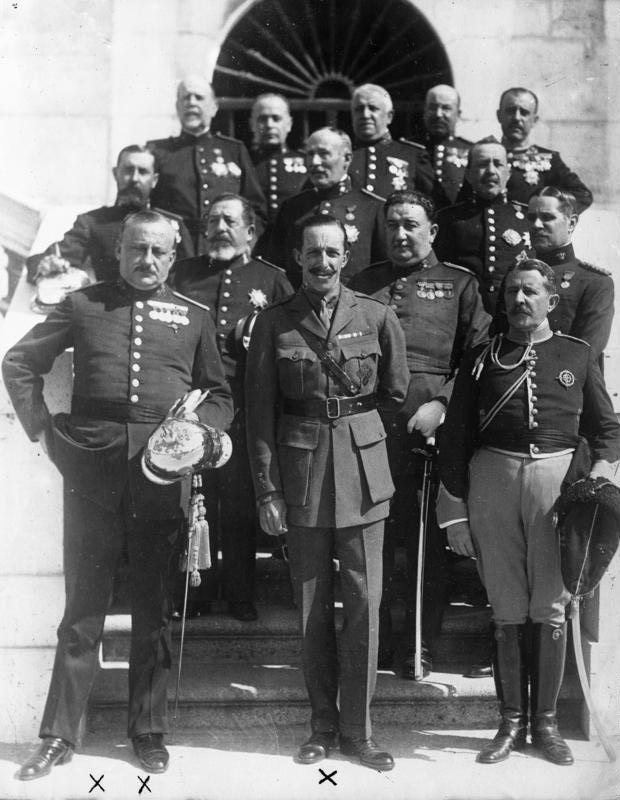
تظهر الصورة الملك ألفونسو الثالث عشر وبجواره الجنرال بريمو دى ريفيرا في الصف الأول ومعهم مجموعة من الجنرالات ومن ضمنهم الجنرالات الأربعة المشتركين بالانقلاب.

منذ الحرب الإسبانية الأمريكية التي عرفت في إسبانيا بكارثة 98، ازداد تدخل الجيش بالحياة السياسية في إسبانيا. وقد استدل على أهم موقفين يثبت تدخل بريتوريانية الجيش وهما أزمة مجلة كوكات سنة 1905 -وهو اعتداء ضباط حامية برشلونة على صحيفة قومية كتالونية بسبب منشور ساخر، وكذلك تعرضت مطبوعة كاتالونية أخرى وهي صحيفة La Veu de Catalunya للاعتداء ردا على رسوم تسخر من الجيش- وأدى ذلك إلى إصدار قانون الاختصاص القضائي [الإسبانية] سنة 1906. أما الموقف الثاني فكانت أزمة 1917 التي اعلنت فيها المجالس العسكرية عن نفسها من جانب واحد، وأعضائها فقط من أفراد الجيش. فكان تتويج لذلك هو انقلاب بريمو دي ريفيرا في 13 سبتمبر 1923 والذي كان وفقا للمؤرخ ادواردو غونزاليس كاليخا «أول تدخل جماعي للقوات المسلحة»، والذي خلافا لإنقلابات القرن ال19 فقد أنجبت «أول نظام ذو نفوذ عسكري أصيل في تاريخنا -الإدارة العسكرية- حيث نقل قيم واتجاهات الجيش إلى الحياة العامة كلها».
عندما اجتمع بريمو دي ريفيرا بالملك ألفونسو الثالث عشر في قصر الشرق يوم 15 سبتمبر 1923 اتفقا على صيغة من شأنها أن تبقي على مظهر الشرعية الدستورية. بحيث يعين بريمو دي ريفيرا رئيس الحكومة والوزير الوحيد، ويعاونه في ذلك مجلس عسكري يتألف من ثمانية جنرالات كل واحد منهم يمثل منطقة عسكرية، وأميرال بحري أنطونيو نيابة عن البحرية.
أصدرت الصحيفة الرسمية جاسيتا دي مدريد (بالإسبانية: Gaceta de Madrid)‏ في اليوم التالي المرسوم الملكي بتوقيع الملك وبموافقة وزير العدل أنطونيو لوبيز مونيوز للحفاظ على مظهر الشرعية، وجاء في المرسوم: يعين ماركيز إستيلا الجنرال ميغيل بريمو دي ريفيرا رئيسا للحكومة. وصدر في نفس العدد من الصحيفة أول مرسوم ملكي قدمه بريمو دي ريفيرا للملك بإنشاء مديرية عسكرية برئاسته والتي سيكون لها «جميع الصلاحيات والمبادرات والمسؤوليات الكامنة في الحكومة ككل، ولكن بتوقيع واحد» وماتم اقتراحه شكّل لحظة مختصرة في السياق الدستوري لإسبانيا.
أعطت المادة 1 من المرسوم الملكي بريمو دي ريفيرا منصب رئيس مجلس العسكري المسؤول عن حكومة الدولة مع صلاحية اقتراح مراسيم متوافقة مع الصحة العامة، والتي تسري بقوة القانون. وفي المادة 2 تقرر إنشاء المجلس من الرئيس وثمانية أشخاص برتبة جنرال واحد لكل منطقة عسكرية بالإضافة إلى أدميرال بحري. وفي المادة 3 تشير غلى أن من يوقع على المراسيم هو رئيس المجلس مع صلاحيات الوزير الوحيد، مع تقديم المشورة المسبقة للمجلس. وفي المادة 4 تم إلغاء منصب رئيس مجلس الوزراء والوزراء والوكلاء باستثناء وكلاء الدولة والحرب.
ونشرت الجريدة الرسمية يوم 17 سبتمبر رسوما بحل مجلس النواب والجزء المنتخب من مجلس الشيوخ، وفقا للسلطة الممنوحة للملك حسب المادة 32 من الدستور، مع الالتزام باستدعائهم للانتخابات خلال ثلاثة أشهر. وبعد انقضاء الموعد النهائي في 12 نوفمبر التقى رؤساء الكورتيس ومجلس الشيوخ وهما ميلكياديس ألفاريز والكونت رومانونس على التوالي بالملك مطالبين إياه بعقد البرلمان مذكرينه أن ذلك من واجبه بوصفه ملكا دستوريا. وكان الرد الذي تلقوه هو الرفض وإقالتهما الفورية بفعل مرسوم وقعه بريمو دي ريفيرا وصادق عليه الملك وعبر بريمو دي ريفيرا عن ذلك بقوله:
جرت أول عملية تنظيم للمجلس في 21 ديسمبر 1923 حيث أضحت هيكلا جماعيا، بحيث يمكن للجنرالات الذين يتألفون منها أن يتحملوا صلاحيات وزارية، والتي كانت حتى ذلك الحين تتوافق مع بريمو دي ريفيرا باسم الوزير الوحيد. كما تم إعادة تشكيل منصب الوكيل، الذي كان حتى ذلك الوقت يمارسه الجنرال سيفيريانو مارتينيز أنيدو في وزارة الداخلية مع القدرة على المشاركة في اجتماعات المجلس. وحدثت خطوة جديدة نحو تحويل الإدارة إلى حكومة الأمر الواقع في يونيو 1924 عندما تمكن أعضاء مجلس الإدارة من توقيع المراسيم التي سلمت للملك للموافقة عليها - وهي هيئة ظلت حتى ذلك الحين موائمة حصريًا مع بريمو دي ريفيرا.

## الأحكام العرفية واستعادة النظام العام

### عسكرة النظام العام
كانت إعادة النظام الهدف الأكثر أهمية للانقلابيون الذين اعتبروها مخترقة. لذا فالطريقة السريعة هي وضع هذه المهمة بيد الجيش الراغب بذلك، وفقا لإدواردو غونزاليس كاليخا: القوة المطلقة التي لا يحكمها برلمان ومتحررة من المساءلة السياسية اللازمة لأي حكومة برلمانية تتعسف بتعليق الدستور والإخفاء الظاهري للقواعد الكامنة في الحريات العامة. وبهذه الطريقة يخلص غونزاليس كاليخا إلى أن الديكتاتورية حولت حياة الإسبان العامة إلى حالة من الاستثناء الدائم.
بعد إعلان الأحكام العرفية في إسبانيا التي استمرت حتى نهاية المجلس العسكري في ديسمبر 1925، أصدر بريمو دي ريفيرا التنظيم التالي لعسكرة النظام العام وذلك بالاستغناء عن سلطات المقاطعات والمحلية (حكام المدنيين ورؤساء البلديات ورؤساء مجالس المقاطعات) واحلال العسكر محلهم -بدءا من أبريل 1924 نقلت مهام حكام الأقاليم تدريجيا إلى الموظفين المدنيين على الرغم من أن بعض أهم وظائفهم مثل الرقابة والنظام العام ظلت في أيدي السلطات العسكرية-. كما نقلت «الجرائم السياسية» إلى السلطة القضائية العسكرية (بما في ذلك استخدام أعلام غير وطنية أو استخدام لغة غير القشتالية في التعاملات رسمية) والعديد من جرائم عادية مثل السطو المسلح للمتاجر والبنوك، وحمل المتفجرات والخيانة والعيب في الذات الملكية.
كان المسؤولين عن تطبيق سياسة النظام العام هم الأسوأ من مر على عصابات برشلونة: الحاكم المدني السابق الجنرال سيفيريانو مارتينيز أنيدو، وعين وكيلا لوزارة الداخلية؛ وقائد شرطته السابق، الجنرال ميغيل أرليغي الذي استلم إدارة الأمن العام بعد ترميمها، والتي اعتمد عليها جهاز المراقبة والأمن. ومن ناحية أخرى استعاد الحرس المدني استقلاله التقليدي فلم يكن للحكام المدنيون أي سلطة عليه.
ساعد إعلان الأحكام العرفية وغيرها من التدابير من عسكرة تطببيق القانون وفرض قيود على الحقوق والحريات من تقليص عدد الهجمات والجرائم -كان هناك 51 هجمة مسلحة بين 1923 و 1928، مقارنة مع 1,259 بين 1919 و1923- وأيضا انخفضت أعداد الإضرابات وقد يكون ذلك أيضا بسبب النمو الاقتصادي الذي شهدته العشرينات السعيدة [الإنجليزية].

### السوماتين
ومن القرارات الأخرى التي اتخذها المجلس العسكري والمتعلقة أيضًا بالنظام العام، وصدر بها مرسوم ملكي يوم 17 سبتمبر الذي وسع صلاحيات مؤسسة سوماتين الكتالانية إلى جميع مقاطعات إسبانيا. ووفقاً للمرسوم الملكي فإن السوماتين الوطني وهو الاسم الرسمي الذي أطلق عليه سيشكله القائد العام في غضون شهر، ويكون تحت قيادة جنرال. وفي المرسوم أوضح بريمو دي ريفيرا أن سوماتين لم يكن مجرد قوة مساعدة لصيانة النظام العام فحسب بل وأيضا «دافع للروح المعنوية» لتشجيع تعاون المواطنين مع النظام الجديد. وعلى الرغم من بريمو دي ريفيرا في كلمة ألقاها أمام موسوليني في 21 نوفمبر 1923 حاول مساواتهم بالقمصان السوداء الفاشية قائلا:«بأن هيكل السوماتين المسلح لأجل البرجوازية، حيث أنشئ لأجل ومن أجل ولخدمة السلطة» وبالرغم من أن بعض العمال من اتحادات التجارة الحرة قد انضموا إليه. كما قال بريمو دي ريفيرا بأن شعار السوماتين هو «السلام والعدالة والنظام، وهي المبادئ الثلاثة للديمقراطية الحقيقية».
ويمكن للذكور الذين تزيد أعمارهم عن 23 سنة وأخلاقهم حسنة أن ينخرطوا في السوماتين. لجذب التجنيد ولتشجيع الدعم الاجتماعي لتلك المؤسسة، جرت عدة أحداث مدنية لتنظيم ذلك. وكان للسوماتين الوطني دورا أساسيا في «شرطة الأخلاق» مع الحرص على إنشاء سلوك مدني برجوازي محافظ معين وبمكون ديني قوي. ويمكن التفريق بين سوماتين الريف الذي يهدف إلى قمع جرائم عادية مثل السرقة، وبين سوماتين المدن الذي يعمل تحت وصاية الجيش والشرطة في قمع ما يسمى بالجرائم الاجتماعية مثل الإضرابات. ومع ذلك تحول السوماتين تدريجيا إلى رقص إيقاعي بسيط عن روائع النظام الدكتاتوري، يستعرض فيه شاراته وأسلحته وأعلامه في أي مناسبة أو احتفال رسمي تطلب بوجوده.

### تقييد الحقوق والحريات: الرقابة
أُبطلت الحقوق والحريات الدستورية بعد تعليق دستور 1876. فأكثر الضمانات التي خضعت لسيطرة مشددة كانت حرية التعبير. ففي نفس اليوم الذي صدر مرسوم الإدارة العسكرية أي في 15 سبتمبر 1923 انشئت الرقابة الصحفية الأكثر صرامة. حيث حظر انتقاد الحكومة أو رجالها أو مؤسساتها، أو الإشارة إلى جميع التدابير الاضطهادية التي أطلقتها الديكتاتورية ضد أعدائها المفترضين، أو الدفاع عن أي نزعة إقليمية، أو ذكر لأي أخبار عن الإضرابات وتطوراتها أو اضطرابات في النظام العام أو السرقات والجرائم والفضائح والمواد الإباحية أو الابتزاز؛ ومنع التعليق على مشاكل الوظائف أو الوقود أو الاتصالات، ومنع ذكر تفاصيل مجالس الحرب أو القضايا العسكرية المتعلقة بالمغرب أو طنجة؛ ومنع الهجمات أو النكات أو السخرية أو الرسوم الكاريكاتورية على الأجانب أو الحكومات الأجنبية؛ منع المقالات المعترضة حول الوضع في روسيا (على النقيض تمتعت الفاشية بمعاملة تفضيلية مفهومة) أو التعليق الإخباري على عصبة الأمم المنافية للمصالح الإسبانية. ومن ينتهك تلك القرارات يغرم بمبلغ وقدره 250 بيزيتا. وقد تعرضت العديد من الصحف لعقوبة الغرامات أو منع النشر لا سيما هيرالدو دي مدريد «الصحيفة الأكثر اضطهادا من النظام»، وظهرت مساحات فارغة في صفحاتها أو خطوط سوداء قضت على فقرات كاملة. وبهذه الطريقة توقفت الصحف عن كونها ناطقة بالرأي العام. التأثير الذي تركته الرقابة على الصحف هو أنه كانت هناك 41 صحيفة توزع في مدريد سنة 1920 ولكن في السنة الأخيرة من الدكتاتورية بقيت فقط 16 صحيفة. وقد انتقلت رقابة الصحف في سنة 1924 إلى مكتب الإعلام والرقابة. وأيضا أصبحت حرية التجمع من الحريات التي قلصت للغاية بعدما أعلنت حالة الطوارئ. وكذلك تستطيع الحكومة نقل القضاة والمسؤولين القضائيين، الأمر الذي جعل فصل السلطات وكذلك استقلالية القضاء أمر غير فعال، مما يترتب على ذلك عدم الدفاع عن الأشخاص الطبيعيين أو الاعتباريين ضد تصرفات الحكومة.

### قمع الأناركية النقابية
بعد أيام من اكتمال الانقلاب، بدأت الإدارة العسكرية الجديدة بالتعريف عن سياستها تجاه المنظمات العمالية "جمعيات ومنظمات العمال: نعم لأغراض الثقافة والحماية وتبادل المنافع والمصالح وحتى السياسات الصحية، لكن لا للمقاومة والصراع بالإنتاج. وهذا فسر تفسيرا قويا المعاملة المختلفة التي تلقاها كلا من النقابية-اللاسلطوية الاتحاد الوطني للعمل واتحاد العمال العام الاشتراكي. حاول بريمو دي ريفيرا أن يفوز بالاشتراكيين، مما تسبب في انقسام داخلها بين أنصار التعاون مع الديكتاتورية بقيادة يوليان بيستيرو وفرانثيسكو لارجو كابييرو ومانويل يانيزا، والمعارضين بقيادة إنداليسيو برييتو وفرناندو دي لوس ريوس. وفاز انصار التعاون وأندمج الاشتراكيون في مجالس العمال نتيجة لاستيلاء الهيئة الجديدة لمعهد الاصلاحات الاجتماعي وحتى الإصلاحي كاباليرو كان جزء من مجلس الدولة، مما دفع باستقالة برييتو من PSOE، أما CNT فقد كانت الديكتاتورية تقمعه قمعا لاهوادة فيه.
من الخطوات الأولى التي اتخذتها الإدارة العسكرية هي السيطرة على نقابة CNT المهيمنة في كتالونيا من خلال مطالبتها بتقديم قوانينها وسجلاتها وكتبها المحاسبية، وهي ذريعة لإغلاق مقر الشركة وسجن وابعاد قادتها بدون محاكمة. فاستخدمت السلطة العسكرية الصلاحيات الممنوحة لها في حالة الطوارئ. وفي مواجهة تلك الضغوطات فضلت منظمات عمالية كثيرة مثل اتحاد برشلونة المحلي التابع للاتحاد الوطني للعمل (CNT) ممارسة العمل تحت الأرض. وتعرض بعض أعضاء الاتحاد في إشبيلية للاعتقال والنفي في أغسطس 1923. وعواقب السرية التي انغمست فيها قيادة CNT هي جنوحها نحو التطرف.
في مايو 1924 استغلت الدكتاتورية فرصة اغتيال الجلاد في برشلونة في 7 مايو فمنعت الاتحادات من العمل - وكانت صحيفة CNT مغلقة- مما يعني انهيار اتحاد ال CNT لا سيما في كاتالونيا، حيث كانت ضعيفة جدا فيها بسبب قوة نقابة الأعمال الحرة والقمع الوحشي وعمليات التراشق بالسلاح والصراعات الداخلية ل«سنوات الرصاص» (1919-1923) في برشلونة. ثم في الشهر التالي أي يونيو 1924 ألقي القبض على اللجنة الوطنية الجديدة ل CNT التي أنشئت في سرقسطة، فمنعت جميع أعمال الاتحاد المنتظمة بالكامل على نطاق الوطني.

## اجتثاث الزعامات المحلية
اعتبر بريمو دي ريفيرا نفسه بأنه «جراح حديد» الذي يجب عليه «اقتلاع الزعامات المحلية» والتي طالب بها خواكين كوستا في بداية القرن. فإلى جانب المحافظة على الأمن الاجتماعي فإن الهدف الرئيسي الآخر المطلوب من السلطات العسكرية الإقليمية والمحلية الجديدة هو تجديد الحياة العامة وذلك بتفكيك شبكات الزعماء المحليون بمجرد طرد الأحزاب الحاكمة «الأوليغارشية» من السلطة. وإلى جانب إنشاء مجلس عسكري خاص لتوضيح مخالفات مجلسي النواب والشيوخ المزعومة التي ارتكبت في السنوات الخمس الماضية، فالحكام المدنيين الجدد -وجميعهم ضباط جيش- كانوا مسؤولين عن التحقيق في قضايا الفساد بالموافقة على الشكاوى المجهولة في البداية، وبمساعدة المحافظين عينوا مندوبي حكومة لكل دائرة قانونية، وقد تم التحقيق في أكثر من ثمان مئة من الشركات المحلية، واكتشفت مخالفات في أكثر من مائة ملف. ومن ثم فصل 152 من أمناء المدن.

### مندوبي الحكومة
أنشئ الشكل الجديد لمندوبي الحكومة بموجب مرسوم ملكي في 20 أكتوبر 1923 حيث قالت المادة 1:
ولكن من الناحية العملية فإن نظام تسمية ممثلي الحكومة غير فعال لأنه توجد قضايا فساد على بعض الممثلين، حتى أن بعضهم أصبح من الزعامات المحلية (بالإسبانية: caciques)‏، وتعرض هذا النظام للانتقاد حتى من سياسيي الحكم الدكتاتوري أنفسهم. حيث ذكر خوسيه كالفو سوتيلو في كثير من الأحيان أن الحدود المناطقية تحولت إلى نظام ملوك الطوائف باستثناء أنهم يحكمون بإرادتهم على حساب سلطة الحاكم المدني، وخصوصا عندما يكون الشخص المسئول هو مدني. وذهب الجمهوري إدواردو أورتيغا أبعد من ذلك عندما قال ان اسبانيا أخضعت لنظام مماثل لنظام محمية المغرب لأن مهمة ممثلي الحكومة لاتختلف كثير عن تلك التي تقوم بها الإدارة على القبائل المغربية. وكذلك انتقدتها السلطات المحلية. ومن أسباب الانتقاد هو أن جزء من الراتب والإقامة ونفقات مندوبي الحكومة تتحملها خزينة البلدية، وبما أنها المندوبين أساؤوا استخدام سلطاتهم لذلك قررت المجلس العسكري تخفيض مهامهم وأعدادهم. فلم يمر يناير 1925 حتى قلصت أعدادهم من 426 إلى 138، ووضعوا تحت الإمرة الصارمة للحكام المدنيين (وقلصت أعدادهم في 1927 إلى 72، وعملوا مستشارين للحاكم المدني).

### النظام الأساسي للبلديات والأقاليم
بلغ الإصلاح السياسي على المستوى المحلي ذروته بسن قانون البلديات لسنة 1924 معززا بمدير عام للإدارة المحلية وهو خوسيه كالفو سوتيلو السياسي المحافظ الموري. وفي ديباجة النظام الأساسي:«لكي تكون الدولة ديمقراطية يجب عليها أن تعتمد على بلديات حرة». ولكن كان تعيين رؤساء البلديات بيد الحكومة بدلا من أن ينتخبه الأهالي.
أما الخطوة التالية في تفكيك الزعماء المحليون هو حل مجالس المحافظات في يناير 1924 باستثناء الموجودة في الباسك ونافارا. والحاكم المدني هو المسؤول عن تعيين الأعضاء الجدد من المهنيين الليبراليين ورجال الأعمال، مما أثار عدم رضا أعضاء الرابطة الإقليمية بزعامة جوسيب بويغ الذي اعتقد في البداية أن نوايا بريمو دي ريفيرا الإقليمية كانت حسنة. حيث أن المعينين في المجالس الكتلانية الأربعة هم إسبان كما هو الحال في مجالس المدن واغلبهم جاء من الاتحاد الملكي الوطني.
ولكن وفقا لإدواردو غونزاليس كاليخا:"فإن الدكتاتورية فشلت في القضاء على الزعامات المحلية، إلا أنها تمكنت من تغيير مراكز القوى". وبالإضافة إلى ذلك فإن "أهمية قراراته هو عمل دعاية لرفع شعبية النظام". وأيضا كان طابع الدكتاتورية هو التدخل في السياسات الداخلية مما ساهم بازدياد البيروقراطية والمعاملات التفضيلية، فازداد التراكم التعسفي من الرسوم وتعويضات الرواتب مع نفقات التمثيل والمكافآت وغيرها. وباختصار لم يتحقق إصلاح حقيقي للإدارة المحلية أو الإقليمية ولكن استمرت المواقف التفضيلية مع إجراءات تأديبية ضد تجميل الأفعال الفاسدة أو غير الوطنية". فقد كان السبب الأساسي لأزمة الزعامات المحلية خلال فترة الديكتاتورية هو تهميش السلطة لأحزاب نظام تداول السلطة فترة طويلة، بالرغم من أن العديد من هؤلاء الزعماء وجدوا ملجأهم في الحزب الوحيد في حقبة الدكتاتورية وهو الاتحاد الوطني.

## العلاقة مع الكنيسة
لعبت الديانة الكاثوليكية دورا هاما للغاية في مشروع التجديد (بالإسبانية: regeneracionista)‏ لبريمو دي ريفيرا، وهذا يفسر اعلانه منذ البداية الدفاع عن مصالح الكنيسة المادية والمعنوية، كما ظهر في خطاب الملك ألفونسو الثالث عشر في نوفمبر 1923 أمام البابا بيوس التاسع في روما. ومن التدابير الأولى التي اتخذها بريمو دي ريفيرا هو تخلي الدولة في مارس 1924 عن تعيين أساقفة أبرشية الاسبانية (وتسمى الرعاية الملكية (بالإسبانية: Patronato regio)‏) التي مارستها دائما حكومات عودة البوربون. وكانت النتيجة استيلاء الأساقفة الأصوليون على المقاعد الشاغرة، ومنهم بيدرو سيغورا الذي استلم الكرسي الأول في طليطلة وهو في عمر 46 ثم أصبح كاردينال في 1927. أما الصراع الوحيد الذي جرى بين الدكتاتورية مع الكنيسة الكاثوليكية فكانت مقاومة أساقفة كاتالونيا بزعامة مطران طراغونة فرنسيسكو فيدال
وبقيادة أسقف برشلونة جوسيب ميراليس لطلب كهنة الرعية للتبشير باللغة الاسبانية.

## الاتحاد الوطني: حزب غير سياسي

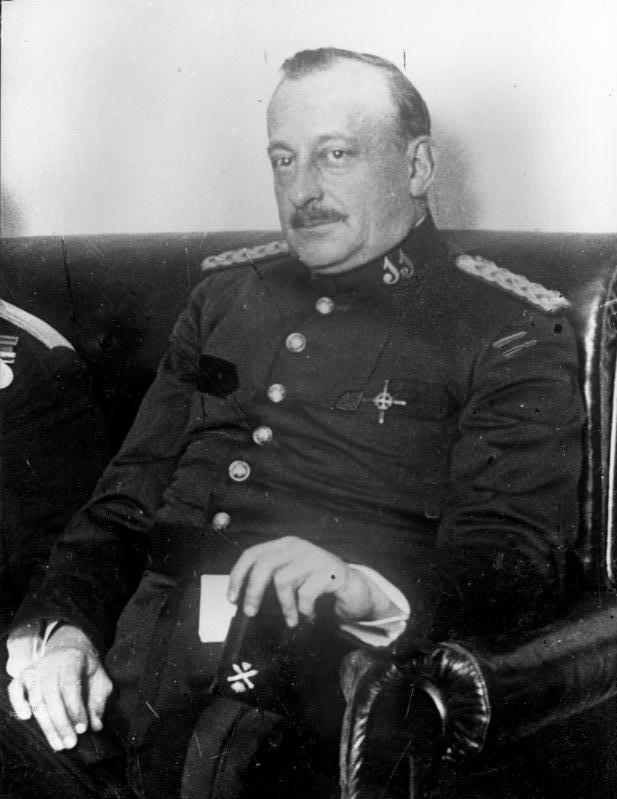
الجنرال ميغيل بريمو دي ريفيرا.

بعد بضعة أشهر من تأسيس ديكتاتورية بريمو دي ريفيرا في سبتمبر 1923 رأى الدكتاتور أنه لم يكن كافيا لتجديد البلاد لإنهاء الأوليغارشية وتفكيك الزعامات المحلية. فبدأ بصياغة فكرة مذكرا بأن الدولة بحاجة إلى سياسة جديدة تستند على أشخاص ذوي أفكار ونوايا سليمة ليشكلوا حزبا غير سياسي يمارس العمل السياسي الإداري. إلا أن القوى السياسية لم تحدد الأهداف ولا السياسات المراد تطبيقها، ولكنه تولى مسؤولية إدارة الدولة ووضع الشعار التجديدي:«سياسة أقل إدارة أكثر» موضع التنفيذ.
بداية انطلاق بناء التنظيم السياسي الجديد، فكر بريمو دي ريفيرا أول مرة في اختيار تنظيم لاترازا وهي مجموعة صغيرة ظهرت في برشلونة تقلد الفاشية، ولكن بعد رحلته إلى إيطاليا في نوفمبر 1923 اختار المنظمات التي يدعمها اليمين الكاثوليكي والتي انجبت الاتحاد الوطني القشتالي (UPC)، وهي قوة سياسية حاولت أن تسير على خطى حزب الشعب الكاثوليكي الإيطالي. وأساس أيديولوجيتها هي الكاثوليكية والسياسة التقليدية ومؤسساتية، ومدافعة عن الممتلكات والقيم الزراعية.
في 5 أبريل 1924 كتب بريمو دي ريفيرا تعميما لممثلي الحكومة لحثهم على جمع وتنظيم جميع الرجال ذوي النوايا الحسنة لتجهيزهم عند اكتمال المجلس مهمته. وبعدها بعشرة أيام رسم الدكتاتور الخطوط الأساسية للمشروع: بناء حزب سياسي ولكن بخلفية غير سياسية بالمعنى العادي للكلمة، حيث يوحد وينظم كل الاسبان ذوو النوايا الحسنة والأفكار الصحية تحت مبادئ الدين والوطن والملك. وهي مبادئ قريبة جدا من الثلاثية الكارلية (الله الوطن والملك). وبالتالي فإن التنظيم الجديد ليست له أيديولوجية، مما جعله غير متوافق مع دستور 1876 المعمول به حتى ذلك الحين، وأن دوره تمثل في إثارة روح المواطنة كي تصل الاتحادات إلى الأغلبية البرلمانية التي يمكن أن تعتمد على الملك وهي الخطوة الأولى للطبيعة الدستورية. ثم أعطى الدكتاتور في 29 أبريل تعليماته إلى الحكام المدنيين لتنظيم تنظيمات مواطنة جديدة عن طريق تشكيل لجان أبتيستا (بالإسبانية: upetistas)‏ وكثير منها كانت مخصصة لتشكيل بلديات جديدة وفقا للنظام البلدي الجديد في 1924. وهكذا كان الاتحاد الوطني عبارة عن حزب «نظمته السلطة» كما ذكر وزير الدكتاتورية خوسيه كالفو سوتيلو.
وصف بريمو دي ريفيرا الاتحاد الوطني بأنه حزب ديمقراطي مركزي ملكي معتدل وهادئ. وقد ميز أحد منظري الحزب وهو الكاتب جوز ماريا بيمان الحزب عن الفاشية، وأكد أن دفاع الدولة عن الاتحاد الوطني لأنه مسيحي اجتماعي تقليدي، وتبرأ من الاقتراع العام اعتبره خطأ كبيرا. وضم الحزب أناساً من اليمين الكاثوليكي التقليدي (المناهض لليبرالية والديمقراطية)، ومن اتباع أنطونيو مور (الموريون) ومن القطاعات المحافظة الأخرى، وجميعهم انتهازيين بسيطين ولكنهم غير سياسيين ومن جميع الطبقات والأنواع.
كانت قاعدة الاتحاد الوطني بالدرجة الأولى محلية وإقليمية، ولم يكن لمجلس الإدارة الوطني الذي أنشئ في عام 1926 وظائف دقيقة للغاية. الأهم من ذلك لجعله حزب راسخ كان دور صحيفته لاناسيون، وهو الجهاز الصحفي للاتحاد الوطني الموجود بأموال إدارة الاتحاد.
من ناحية أخرى، فقد تعرضت فعالية الاتحاد الوطني بعد «اقتلاع الزعامات المحلية» للتضعضع، لأنه تأسس في صفوفه العديد من أمراء الحرب السابقين وسمحت بإنشاء زعامات جديدة، كما هو الحال بالنسبة لمقاطعة قادس مسقط رأس بريمو دي ريفيرا «وعمليا فإن جميع الزعامات التقليدية ادمجت في الاتحاد الوطني».

## تعزيز القومية الإسبانية ومكافحة الانفصالية

### من الإقليمية المثالية إلى الإسبانية
في بيان الانقلاب الصادر في 13 سبتمبر ذكرت الدعاية الانفصالية الوقحة باعتبارها إحدى المبررات للانقلاب. وبعدها بخمسة أيام أصدرت الإدارة العسكرية مرسوما بتاريخ 18 سبتمبر 1923 جرمت "الانفصالية" وعاقبت بغرامات صارمة ماأسمته بجرائم ضد أمن ووحدة الوطن تحت إدارة المحاكم العسكرية. وبذلك اختارت الدكتاتورية منذ البداية "القومية الإسبانية القوية والمحاربة. واضطهدت الرموز والكيانات المتعلقة بالقوميات الأخرى. خفضت الرقابة حرية التعبير إلى الحد الأدنى ليس فقط في الصحافة الديمقراطية والصحافة العاملة، ولكن أيضا في المنشورات بلغات أخرى. وأضحت الأنشطة السياسية محدودة للغاية. وبالعموم دخلت القوميات والإقليمية المهمشة في كسوف قسري استمر حتى سنة 1929.
دعم بريمو دي ريفيرا في البداية ماأسماه «الإقليمية المفيدة»، وكلف بعد بضعة أيام من الانقلاب المجالس الإقليمية للباسك لوضع مشروع النظام الأساسي، فأتم مجلس مقاطعة غويبوسكوا المهمة حيث قدم الموافقة في نهاية ديسمبر 1923. ولكن مجلس مقاطعة بسكاي اعترض على ذلك فتم التخلي عن المشروع. ثم أعلن بريمو دي ريفيرا في يوم 12 أكتوبر 1923 عن عزمه إلغاء «الإدارات الإقليمية ال 49 الصغيرة» واستبدالها ب 10 أو 12 أو 14 منطقة ممنوحة «كل ذلك في إطار وحدة الأرض التي يمكن منحها». وقد أكدت تلك السياسة مع العرض الذي قدمته الدكتاتورية إلى القوميين المحافظين الجاليك لمنظمة الجاليك الإقليمية مقابل التعاون مع سياسة النظام الدكتاتوري. وتلقى إقليمي فالنسيا وأراغون عرض مماثل. في مارس 1924 تمت الموافقة في سانتياغو دي كومبوستيلا على مشروع كومنولث الجاليك الذي صاغه فيسنتي ريسكو وأنطونيو لوسادا دييغيز، ولكن بحلول ذلك الوقت اختفى زخم الإقليمية عند الدكتاتورية.
في 13 يناير 1924 أمر بريمو دي ريفيرا بحل مجالس الأقاليم باستثناء مجالس الباسك ونافارا ذات الامتيازات، كما فعل مع البلديات قبل ثلاثة أشهر. فالحكام المدنيين -ومعظمهم من الضباط- هم المسؤولين عن تعيين الأعضاء الجدد في صفوف المهنيين والمساهمين الرئيسيين ومديري التعونيات والنقابات الثقافية والصناعية والمهنية. وبالمقابل كان على المجالس الجديدة الإبلاغ عن مشاكل العمل المكتشفة واقتراح سبل اصلاحها.
أثار تعيين نواب كاتالونيين إسبان وأغلبيتهم من الاتحاد الملكي الوطني في المناصب المهمة كما حدث في مجالس المدينة استياء أعضاء الرابطة الإقليمية والتي اعتقدت بنوايا بريمو دي ريفيرا الطيبة في البداية.
ثم عهد بريمو دي ريفيرا مهمة إصلاح النظام القانوني والإداري الذي سيحكم البلديات الجديدة إلى المحامي الشاب خوسيه كالفو سوتيلو وهو سياسي محافظ من يتبع أفكار المورية، الذي أصبح على رأس المديرية العامة للإدارة المحلية. فاستعان كالفو سوتيلو بفريق من الموريون واليمين الكاثوليكي أمثال خوسيه ماريا جيل روبلز، الذين عملوا معه في صياغة قانون البلديات لسنة 1924 والنظام الأساسي للأقاليم لسنة 1925.
في مذكرة رسمية طويلة رافقت إصدار النظام الأساسي للأقاليم اعترف بريمو دي ريفيرا بأنه غير رأيه حول "الإقليمية" كما اعتقد سابقا أنها يمكن أن تكون إيجابية لتجديد اسبانيا، ولكنه أدرك لاحقا أن "إعادة بناء قوة الإقليم وتعزيز شخصيته وتمجيد الكبرياء والتمييز بين الأقاليم هو مساهمة لإضعاف الوحدة الوطنية العظيمة والبدء في تفككها وتلك تلقى التشجيع من أناس أنانيين ومتغطرسين.

## قمع اللغة الكاتالونية وثقافتها الشعبية
وصل برنامج تأميم اللغة القومية ونشرها إلى المدارس التي يجب عليها تعليم الطلبة الوطنية والدين. فأنزلت المديرية العامة للتعليم الابتدائي تعميما يوم 27 أكتوبر 1923 بتذكير المعلمين والمفتشين واجبهم بتعليم اللغة الاسبانية في مدارسهم وأن يكون التعليم بذات اللغة. بعد أشهر منح المفتشين الصلاحية بإغلاق المراكز التعليمية أو تعليق المعلمين الذين لا يستوفون هذا النظام. في 13 أكتوبر 1925 صدرت أوامر لمديري المدارس ولعمداء الجامعات بمراقبة انتشار العقائد المعادية للمجتمع أو ضد وحدة البلاد التي يمكن أن يتعرض لها المعلمين أو المدرسين داخل من فصولهم الدراسية، مع أكبر قدر من الصرامة في تشكيل الاجراءات المناسبة وتعليق الوظيفة مع خصم نصف المرتب إذا ظهر مايثبت من الأدلة. كما ينبغي عليهم منع تداول أي كتب غير مكتوبة بالقشتالية أو تحتوي على أفكار مخالفة لوحدة الوطن، ووقف المعلم مع منع الراتب إن خالف ذلك.
فسرعان مادركت الرابطة الإقليمية لكاتالونيا فداحة خطأها بدعم انقلاب بريمو دي ريفيرا الذي نفذ على الفور سياسة اضطهاد القومية الكتلانية. وحظر استخدام الكتالانية في الأعمال الرسمية من بين تدابير أخرى، وحاول أيضا منع استخدام الكتالانية في الخطب والاحتفالات الدينية، وفرض اللغة القشتالية لتكون اللغة الرسمية الوحيدة، وغير أسماء الأماكن الكاتالونية وأسماها بأسماء قشتالية، وقد قاطع دورة الألعاب الزهور (الذي كانت ستعقد في الخارج)، وحرم رفع العلم الكتالوني، وحدد رقصة السردانا (بالكتالونية: sardana)‏ كان محدودا، واضطهد المؤسسات المهنية والنقابات والرياضة لاستخدامها اللغة الكتالانية. أدت هذه السياسة إلى صراعات شديدة مع مختلف المؤسسات والكيانات الكاتالونية التي رفضت ذلك، وتعرضت العديد منها بإغلاق مؤقت أو دائم. فعلى سبيل المثال: تعرضت بعض مباني الرابطة الإقليمية للإغلاق، وكذلك تعرضت في جريدة لا فيو دي كاتالونيا للإغلاق المؤقت.
وفي يناير 1924 التقى بريمو دي ريفيرا في برشلونة مع بعض الزعامات السياسية الكتالونية، ولكنه لم ينل الدعم إلا من الاتحاد الملكي الوطني بزعامة ألفونسو سالا أرقيمي الذي أصبح رئيس كومنولث كاتالونيا بعد استقالة رئيسها السابق. ولكن مع ذلك انتهى سالا بمواجهة مع السلطات العسكرية في كاتالونيا والاحتجاج برسالة إلى بريمو دي ريفيرا. وعندما تمت الموافقة على النظام الأساسي للأقاليم لسنة 1925 في 12 مارس 1925 وهو مايعني واقعيا حظر كومنولث كاتالونيا، فاستقال سالا.
وبعد الغاء كومنولث كاتالونيا ازدادت بشدة تصريحات بريمو دي ريفيرا على الثقافة والهوية واللغة والمؤسسات الكاتالونية، مما دل على أنه ضد أي نوع من الحكم الذاتي الإقليمي. فكانت إساءة بريمو دي ريفيرا ليس فقط على الجماعات السياسية ولكن على المجتمع الكتالوني بأكمله، فازداد الصدع بين كاتالونيا والدكتاتورية، مما أدى إلى الازدياد التدريجي للصراعات. تولى حزب العمل الكتالوني نقل القضية الكاتالونية إلى عصبة الأمم، وبرز فرانسيسك ماسيا الضابط العسكري الكتالوني السابق فأصبح رمزا للمقاومة الكاتالونية ضد الدكتاتورية.

### قمع القومية الباسكية
لم تسلم القومية الباسكية من قسوة قمع الدكتاتورية، وخاصة القطاع الأكثر تطرفا الذي سيطر على الحزب القومي الباسكي (PNV)، في حين أن القطاع المعتدل قد شكل تنظيمه الخاص به وهو الطائفة القومية الباسكية (CNV). بعد أسبوع واحد فقط من تأسيسه أغلقت الإدارة العسكرية صحيفة حزب الـ (PNV) غير الرسمي المسماة أبري Aberri، وأمرت الحرس المدني بإغلاق مركز باتزوكي (batzokis) وهو المقر السياسي والاجتماعي لحزب الباسك القومي وغيره من المراكز والجمعيات التابعة له التي عدت غير شرعية بعد اغلاقه. ومن ناحية أخرى تساهل العسكر نسبيا مع CNV. وفي 1924 وافق اتحاد تضامن عمال الباسك SOV المشاركة في لجان مشتركة مع الدكتاتورية، وتحالف مع النقابات الأخرى لهزيمة اتحاد العمال العام (UGT).
وبعدها ركز كلا من PNV وCNV على تعزيز الأنشطة الدينية (الحج) والترفيهية (ارتحال) والثقافية (الرقص والمسرح والموسيقى وتحسين اللغة الباسكية) والرياضة (كرة القدم وركوب الدراجات).

## التهدئة في المغرب

### من الاستسلام إلى انزال الحسيمة
فيما يتعلق بمشكلة المغرب كان الجنرال بريمو دي ريفيرا يعبر دائما عن موقف انهزامي. فأمر قواته بالانسحاب إلى الشريط الساحلي للمحمية الاسبانية في المغرب، مما سبب الشعور بالضيق في قطاع الأفريقيين من الجيش، ومن بينهم المقدم فرانسيسكو فرانكو الذي كتب عدة مقالات في مجلة القوات الاستعمارية، مدافعا عن الاستعمار الإسباني. أحد الأسباب الكامنة وراء معارضة التخلي عن المغرب هو أن الانسحاب يمثل نهاية الترقيات السريعة لمزايا الحرب، التي مكنت للضباط في أفريقيا بالترقية أسرع من هؤلاء الموجودون في حاميات شبه الجزيرة الإيبيرية. وكانت تلك الميزة نالها المقدم فرانكو عندما تخرج طلب أن تكون وجهته في الجيش الأفريقي («القوات الأهلية النظامية» (Regulares) أولا في مليلية ثم في سبتة)، وخلال خمس سنوات فقط (1912-1917) ارتقى من ملازم إلى قائد وحدة بمزايا الحرب. عندما قام المقدم ميلان أستراي بتنظيم الفيلق الإسباني سنة 1920 (مشابه للنموذج الفرنسي) عين القائد فرانكو رئيسًا لأحد كتائبه. وفي سنة 1922 كتب فرانكو في إحدى الصحف متحدثا عن تجربته في الفيلق. فنشرتها وسائل الإعلام المحافظة مثل صحيفة ABC في نفس العام على أنه «جندي مثالي»، وذلك قبل حملة معاداة النزعة العسكرية التي أطلق العنان لها بعد معركة أنوال. وفي سنة 1923 تمكن فرانكو من قيادة الفيلق الإسباني ورقّي إلى رتبة مقدم. وعندما قرر بريمو دي ريفيرا استئناف الحرب في المغرب غيّر فرانكو موقفه مثل غيره من الضباط «الأفريقيين» وأصبح مؤيدا قويا للدكتاتورية. فارتقى المقدم فرانكو في غضون ثلاث سنوات فقط إلى عقيد ومن ثم إلى جنرال، وكان عمره آنذاك 33 سنة. فإن لم تكن هناك حرب فإنه لن يرتقي وسيبقى نقيب كما يقول المؤرخ غابرييل كاردونا.
في مارس 1924 أمر بريمو دي ريفيرا بانسحاب القوات من مناطق جبالة وشفشاون مما سمح بتقصير خطوط الجبهة. لكن الانسحاب تم في ظروف مناخية سيئة للغاية فاستفاد منها عبدالكريم الخطابي الذي أعلن نفسه زعيم جمهورية الريف لشن هجوم عليهم. فكانت الكارثة، فالإصابات كانت أكثر من اصابات معركة أنوال قبل ثلاث سنوات، ولكنها أقل عدد من القتلى. فاستولى الخطابي على الكثير من أراضي الحماية الإسبانية. وبفضل الرقابة تمكن بريمو دي ريفيرا من إخفاء حجم الكارثة عن الرأي العام. وفي أكتوبر 1924 تولى شخصيا منصب المفوض السامي الإسباني في المغرب. وفي ربيع 1925 أخطأ ثوار الريف عندما هاجموا المواقع الفرنسية مما أعطى لبريمو المساحة لإنقاذ وضعه السيئ.

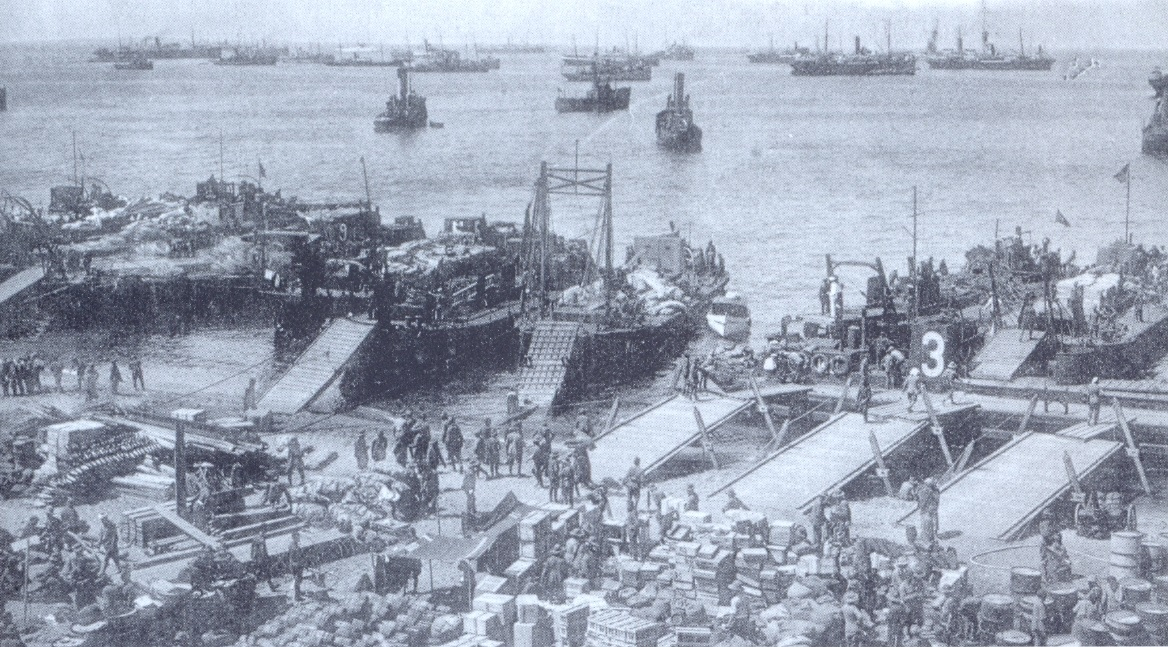
إنزال الحسيمة في سبتمبر 1925

في الحقيقة كان هجوم الخطابي على المناطق المغربية تحت الحماية الفرنسية كافياً لفرنسا -وللمرة الأولى- لتبدي استعدادها للتعاون مع إسبانيا لوضع حد لتمرد الريف. ومن ضمن التعاون هذا إنزال الحسيمة في سبتمبر 1925، وقد نجح نجاحًا قويا بحيث فاجأ ثوار الريف من الخلف وقسم المنطقة التي يسيطرون عليها إلى قسمين. وهكذا طالب عبد الكريم الخطابي بالمفاوضات في أبريل 1926. في العام التالي كانت المغرب هادئة تماماً، ولم تعد تمثل مشكلة لإسبانيا. وليمنع من وقوعه في يد الجيش الإسباني استسلم الخطابي للفرنسيين الذين رحلوه إلى جزيرة ريونيون.
وذكر المؤرخ جنوفيفا غارسيا ديلانو:

### قضية المسؤوليات
بمجرد إغلاق البرلمان ومصادرة وثائق لجنة المسؤوليات، فإن أعمال العسكريين المتهمين بكارثة أنوال تكون تحت سلطة المجلس الأعلى للحرب والبحرية. وفي 25 فبراير تمت تبرئة الجنرال كافالكانتي وهو عضو في المؤامرة الرباعية مما أدى إلى استقالة رئيس المجلس الأعلى الجنرال أغيليرا. وبعد أربعة أشهر في 19 يونيو بدأت محاكمة الجنرال داماسو بيرينجير وغيره من الجنرالات والرؤساء والضباط المشاركين في كارثة أنوال. اضطر داماسو بيرينجير إلى التخلي عن الخدمة الفعلية، لكن بقية المدعى عليهم إما بُرئت ساحتهم أو نالوا أحكام خفيفة. وفي يوليو 1927 أصدر بريمو دي ريفيرا العفو عن بيرينجير وباقي المدانين. وبالتالي وفقا لجونزاليس كاليخا:"تقرر منع تقسيم الجيش بسبب قضية المسؤوليات المزعجة". من ناحية أخرى أشار المؤرخ سانتوس جوليا:«بالنظر إلى اتجاه الحرب إلى الأفريقيين، لم يكن من المنطقي الاستمرار في قضية المسؤوليات المزعجة، التي وضعت في النهاية على الرف».